# Эпиорнисы
Эпиорнисы (лат. Aepyornis, от др.-греч. αιπος — высокий и ορνις — птица) — род вымерших бескилевых нелетающих птиц из семейства эпиорнисовых. Представители рода эпиорнисы, возможно, являлись самыми крупными птицами, когда либо жившими на Земле, т.к.  ещё более крупный вид Vorombe titan чаще признаётся синонимом вида Aepyornis maximus — крупнейшего представителя рода Aepyornis. 

## Описание
Все виды эпиорнисов наряду с их ближайшими родственниками, представителями родов Mullerornis и Vorombe являлись коренными обитателями Мадагаскара, будучи видами-эндемиками. Последним вымер самый крупный вид — мадагаскарский эпиорнис, (Aepyornis maximus) достигавший роста 3 метров при весе свыше 400 кг. Голова птицы имела прямой толстый конический клюв, который у A. hildebrandti был пропорционально больше, чем у A. maximus, хотя головы у обеих видов были маленькими по сравнению с размером тела. Шея была пропорционально длинной, с 17 шейными позвонками. Крылья были рудиментарными. Тазовые кости (позвонки, подвздошная и лобковая кости) были сильно сросшимися друг с другом, настолько, что их границы трудно различить. Задняя конечность была пропорционально длинной, с крепкими костями, в частности, бедренной костью, очень короткой и толстой. У большеберцовой кости имеется выступающий продольный гребень для прикрепления мышц. Нет никаких свидетельств наличия четвертого пальца ноги или шпоры. Конечные кости пальцев (фаланги) стопы широкие и не крючковатые. Предполагается, что самки A. maximus были крупнее самцов, как это наблюдается у других бескилевых.

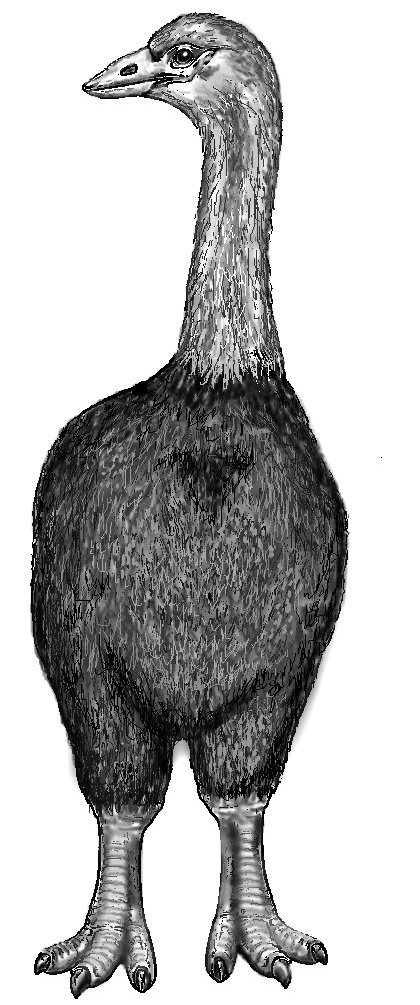
Реконструкция

Яйца эпиорнисов также являлись самыми крупными из яиц всех известных амниот, около 26-40 сантиметров в длину, ширина яиц была примерно 25 сантиметров, а объем составлял около 5,6-13 литров, что в 160 раз превышает размеры яйца домашней курицы. 
Долгое время считалось, что ближайшими родственниками гигантских птиц являлись страусообразные (Struthioniformes), но изучение ДНК, полученного из скорлупы яйца птиц показало, что самым родственным отрядом к эпиорнисам являются кивиобразные, они же бескрылые, небольшие птицы размером не превышающие 60 см.

## Экология
Изучение эндокранов мозга показало, что и у A. maximus, и у A. hildebrandti сильно уменьшены зрительные доли, как у их ближайших родственников - киви, что соответствует сходному ночному образу жизни. У A. maximus обонятельные луковицы были относительно больше, чем у A. hildebrandti, что позволяет предположить, что первые обитали в лесистой местности, где обоняние более полезно, а вторые - на открытых пространствах. Предполагается, что слоновые птицы росли периодическими рывками, а не непрерывно.  Исследование изотопного анализа 2022 года показало, что особи вида Aepyornis hildebrandti из центральной части Мадагаскара питались смешанным кормом, в рационе которых присутствовал большой пастбищный компонент, подобный тому, что есть у нандуобразных, тогда как A. maximus, вероятно, питался листьями и побегами. Изотопный анализ скорлупы яиц, приписываемых популяции A. hildebrandti из северной части Мадагаскара, предполагает, что эта популяция питалась, вероятно, листьями, а не смешанным кормом.
Известен эмбриональный скелет эпиорнисов из неповрежденного яйца, прошедшего около 80-90 % пути инкубации, прежде чем оно погибло. Этот скелет показывает, что даже на этой ранней онтогенетической стадии скелет был прочным, гораздо более прочным, чем у сравнимых вылупившихся страусов или нанду.

Человек, страус (красный), эпиорнис (сиреневый) и некоторые нептичьи тероподы

## Вымирание
Птицы обитали на острове с плейстоцена до раннего голоцена примерно до середины XVII века. Причиной вымирания птицы была в основном деятельность человека, например охота, разорение гнёзд и сбор яиц, а также вырубка лесов, которые являлись местом обитания птицы. Кроме того, на исчезновение птиц повлияли климатические изменения, что привело к полному вымиранию всех видов эпиорнисов. Точное время их вымирания также неизвестно; возможно, рассказы об этих гигантских птицах сохранялись в народной памяти на протяжении веков. Археологические свидетельства существования мадагаскарского эпиорниса были найдены в костях, датированных радиоуглеродным методом в 1880 +/- 70 лет назад (ок. 120 г. н. э.) со следами разделки людьми, а также на основе радиоуглеродного датирования ископаемой скорлупы, примерно в 1000 лет назад (ок. 1000 г. н. э.).

## Систематика
Многие учёные часто сомневаются насчёт количества видов эпиорнисов. Изначально предполагалось, что существовало около 10-11 представителей этого рода, позже из них стали выделять только 4 вида: A. hildebrandti, A. gracilis, A. medius и A. maximus, некоторые вообще считают их синонимами одного вида, мадагаскарского эпиорниса. На сегодняшний день официально признано считать точными только два вида, A. maximus и A. hildebrandti.
- ?Aepyornis grandidieri Rowle,y 1867
- Aepyornis hildebrandti Burckhardt, 1893
  - Aepyornis gracilis Monnier, 1913
  - Aepyornis lentus Milne-Edwards & Grandidier, 1894
  -  ?Aepyornis minimus
  -  ?Aepyornis mulleri Milne-Edwards & Grandidier, 1894
- Aepyornis maximus Hilaire, 1851
  - Aepyornis cursor Milne-Edwards & Grandidier, 1894
  -  ?Aepyornis intermedius
  - Aepyornis medius Milne-Edwards & Grandidier, 1866

## Эпиорнис в культуре
Скорее всего, эпиорнис является прообразом гигантской хищной птицы Рух из легенд «Тысячи и одной ночи»; моряки вполне могли принять взрослого эпиорниса за птенца ещё более крупной летающей птицы. Также птица послужила прототипом для нескольких мифических существ из малагасийского фольклора.
Эпиорнис также фигурирует в рассказе Герберта Уэллса «Остров Эпиорниса» (1894), где главный герой оказывается на необитаемом острове один на один с гигантской слоновой птицей, вылупившейся из огромного яйца.
Сказку об огромной птице Марко Поло привез в Европу в начале XIV в.

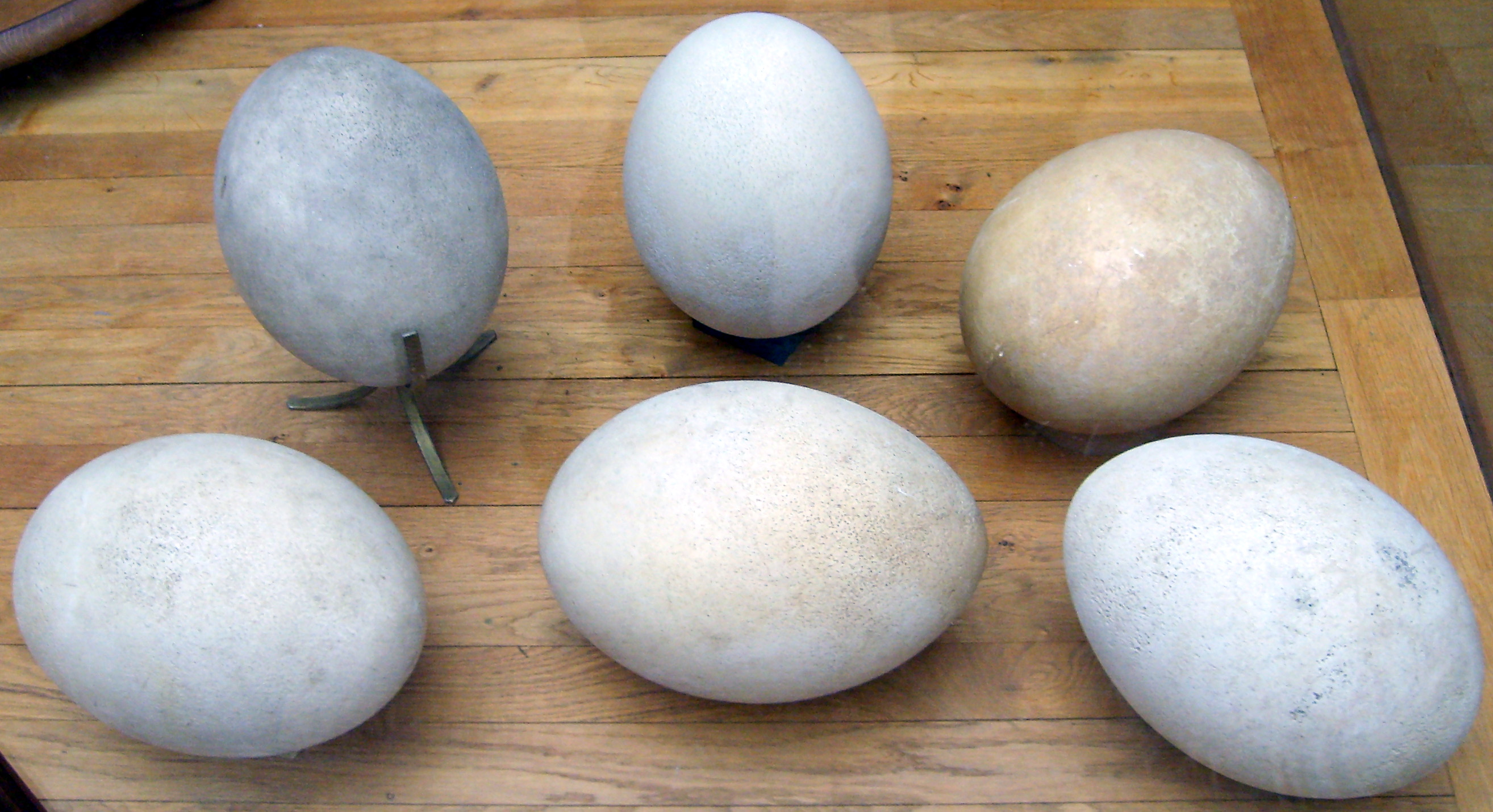
Яйца A. maximus в музее естественной истории, Париж